# Chana Orloff

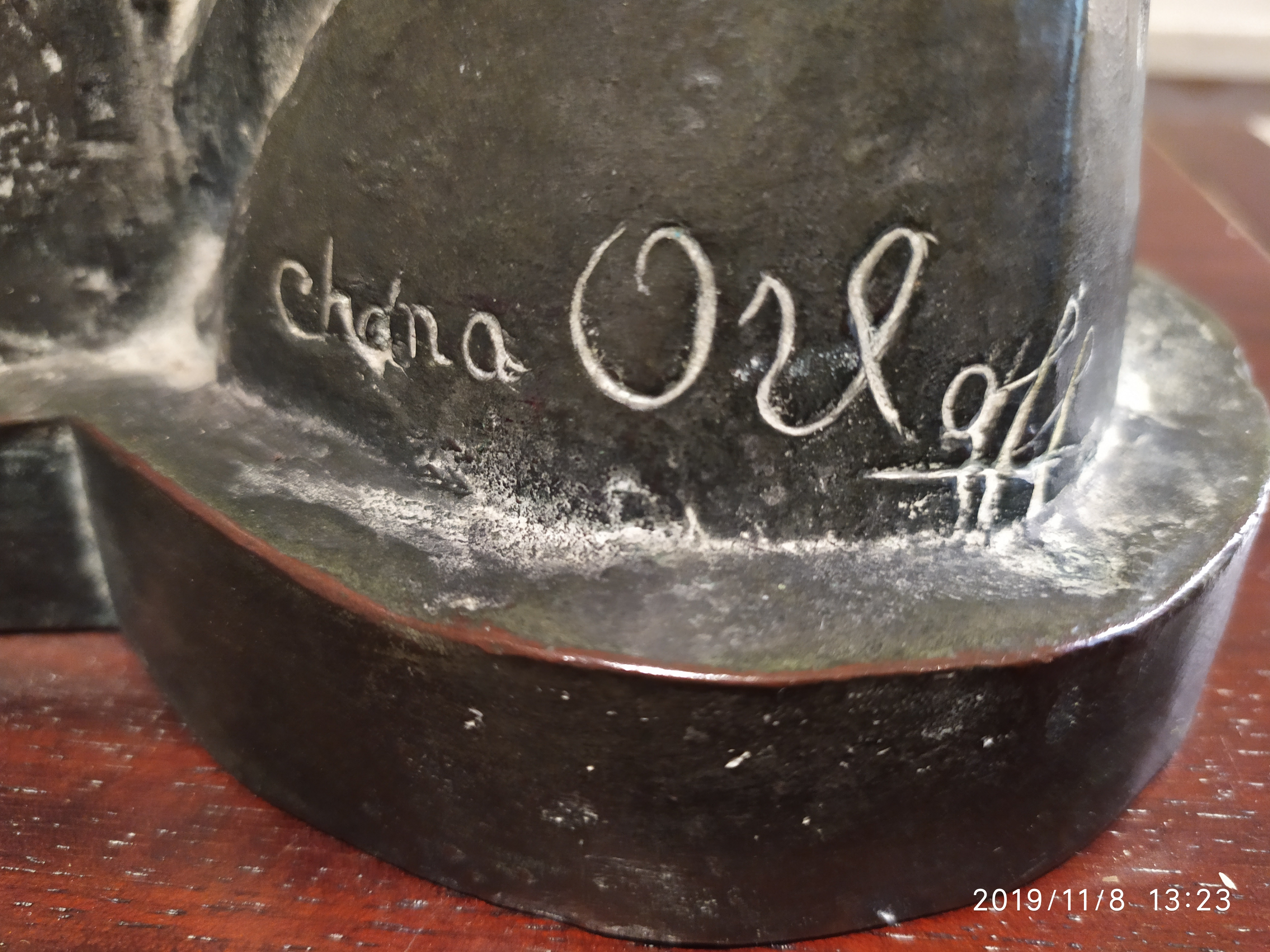
Firma di Orloff su una scultura di Reuven Rubin, 1926, bronzo

Chana Orloff (in ebraico חנה אורלוף‎?; Starokostjantyniv, 12 luglio 1888 – Tel Aviv, 16 dicembre 1968) è stata una scultrice di arte figurativa e art déco israeliana di origine russa.

## Biografia
Chana Orloff è nata a Starokonstantinov nell'Impero russo (nell'attuale Ucraina). Emigrò nella Palestina ottomana nel 1905 e si stabilì a Giaffa, dove trovò lavoro come tagliatrice e sarta. Zvi Nishri (Orloff), il pioniere dell'educazione fisica in Israele, era suo fratello.
Si unì al movimento operaio Hapoel Hatzair. Dopo cinque anni nel paese, le venne offerto un posto come insegnante di taglio e sartoria presso il liceo Herzliya. Andò a Parigi per studiare moda ma scelse invece l'arte, iscrivendosi ai corsi di scultura presso l'Académie Russe di Montparnasse. Nel 1916 sposò Ary Justman, scrittore e poeta nato a Varsavia. La coppia ebbe un figlio, ma Justman morì di influenza nell'epidemia del 1919. Quando i nazisti invasero Parigi, Orloff fuggì in Svizzera con suo figlio e il pittore ebreo Georges Kars. Nel febbraio 1945, Kars si suicidò a Ginevra, dopo di che Orloff tornò a Parigi, per scoprire che la sua casa era stata saccheggiata e le sculture nel suo studio distrutte.

### Carriera artistica

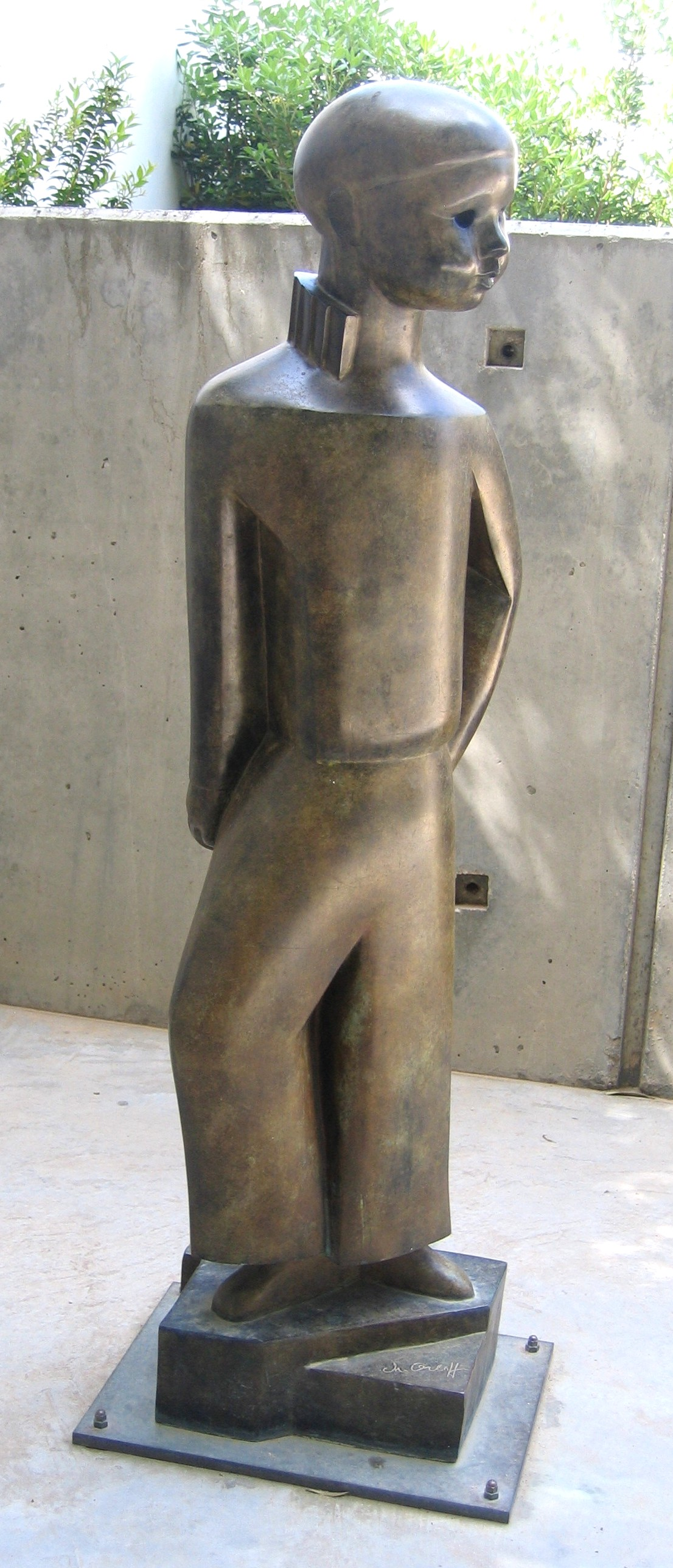
Mio figlio, 1924, Museo d'arte di Tel Aviv

A Parigi, Orloff fece amicizia con altri giovani artisti ebrei, tra cui Marc Chagall, Jacques Lipchitz, Amedeo Modigliani, Jules Pascin, Chaïm Soutine e Ossip Zadkine. Nel 1913 espose sue opere al Salon d'Automne. Dopo l'istituzione dello Stato di Israele, Orloff iniziò a trascorrervi una quantità crescente di tempo. Il Museo d'arte di Tel Aviv organizzò una mostra di 37 delle sue sculture nel 1949. Rimase in Israele per circa un anno per completare una scultura di David Ben Gurion, The Hero Monument dedicata ai difensori di Ein Gev e The Motherhood Monument in memoria di Chana Tuckman, morta durante la guerra in Palestina del 1947-1949. Oltre ai monumenti, Orloff scolpì ritratti del primo ministro israeliano David Ben-Gurion e del futuro primo ministro Levi Eshkol, degli architetti Pierre Chareau e Auguste Perret, dei pittori Henri Matisse, Amedeo Modigliani, Pablo Picasso e Per Krohg, e dei poeti Haim Nachman Bialik e Pierre Mac Orlan.
Orloff morì in Israele il 16 dicembre 1968.